# Syndrome de Löffler
 Mise en garde médicale
Le syndrome de Löffler ou syndrome de Loeffler, est caractérisé par la présence d’infiltrats pulmonaires para-hilaires ou sous-claviculaires, labiles, liés le plus souvent aux phénomènes mécaniques et allergiques secondaires à la présence de larves de parasites dans les alvéoles pulmonaires. Ces images radiologiques sont associées à une hyperéosinophilie sanguine.
Il fut décrit la première fois en 1932 par Wilhelm Löffler (en),, dans les pneumonies éosinophiles causées par les nématodes Ascaris lumbricoides, Strongyloides stercoralis, Ancylostoma duodenale et Necator americanus.

## Tableau clinique
Le syndröme de Löfller est considéré comme bénin, n'induisant aucune mortalité, et les symptômes disparaissent en 3-4 semaines.
Les symptômes du syndrome de Löffler sont typiquement peu bruyants et ne vont s'exprimer que lors de la phase d'invasion parasitaire ou bien quelques heures à quelques jours après l'introduction d'un médicament inducteur.
Les différents symptômes varient selon l'étiologie:

### Étiologie parasitaire

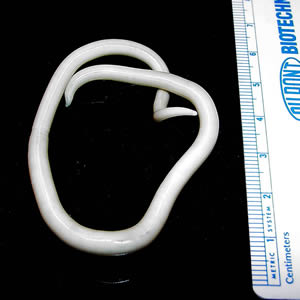
Ascaris Lumbricoïde

Bien que parfois asymptomatique, on retrouve typiquement:
- Asthénie
- Fièvre modérée
- Toux sèche
- Dyspnée sibilante
- Troubles digestifs
- Arthralgie et myalgies

### Étiologie médicamenteuse
On retrouve communément:
- Toux sèche
- Essoufflement
- Fièvre

#### Médicaments généralement en cause
On peut retrouver:
- Des agents anti-microbiens: l'éthambutol, la clarythromycine, etc.
- Des anti-convulsivants: la carbamazépine, phénytoïne
- Des anti-inflammatoires et des immunomodulateurs: l'aspirine, l'azathioprine, etc.
- Autres: la bléomycine, le chlorpromazine, etc.

## Physiopathologie
Les mécanismes immunopathogénique exactes de cette hyperéosinophilie pulmonaire restent inconnus.
Les chercheurs pensent pour le moment que cela est dû à une réponse trop importante du système immunitaire de l'hôte face aux parasites cités plus haut.
Les études sur les animaux nous permettent de penser que cette réponse immunitaire est dépendante des lymphocytes T, ainsi que de l'interleukine IL-5.

## Epidémiologie
L'épidémiologie du syndröme de Loffler induit par une parasitose suit celle des parasites (Ascaris lumbricoides, Strongyloides stercoralis, Ancylostoma duodenale,Necator americanus, etc).

## Traitement
Le traitement varie selon l'étiologie.

### Étiologie parasitaire
Le traitement est celui du parasite en cause.

### Étiologie médicamenteuse
Le traitement consiste en l'arrêt du médicament causal.